# لي سيونغ جي
لي سيونغ جي (2 يونيو 1988 بغوانغجو في كوريا الجنوبية - ) هو لاعب كرة قدم كوري جنوبي في مركز الوسط. شارك مع منتخب كوريا الجنوبية لكرة القدم. أما مع النوادي، فقد لعب مع جونبك هيونداي موتورز ونادي غوانغجو ونادي سانغجو ‏.

## روابط خارجية
- لي سيونغ جي على موقع دوري كوريا الجنوبية (الإنجليزية)
- لي سيونغ جي على موقع قاعدة بيانات كرة القدم.إي يو (الإنجليزية)
- لي سيونغ جي على موقع ناشيونال فوتبول تيمز (الإنجليزية)
- لي سيونغ جي على موقع Soccerway.com (الإنجليزية)